# Troglohyphantes phragmitis
Troglohyphantes phragmitis là một loài nhện trong họ Linyphiidae.
Loài này thuộc chi Troglohyphantes. Troglohyphantes phragmitis được Eugène Simon miêu tả năm 1884.